# منتخب باراغواي تحت 17 سنة لكرة القدم
منتخب باراغواي تحت 17 سنة لكرة القدم (بالإسبانية: Selección de fútbol sub-17 de Paraguay)‏ هو ممثل باراغواي الرسمي في المنافسات الدولية في كرة القدم في فئة كرة قدم تحت 17 سنة للرجال، يديريه اتحاد باراغواي لكرة القدم.